# Opius connivens
Opius connivens är en stekelart som beskrevs av Thomson 1895. Opius connivens ingår i släktet Opius och familjen bracksteklar. Arten är reproducerande i Sverige. Inga underarter finns listade i Catalogue of Life.